# Чайковці (Врполє)
Чайковці (хорв. Čajkovci) — населений пункт у Хорватії, в Бродсько-Посавській жупанії у складі громади Врполє.

## Населення
Населення за даними перепису 2011 року становило 639 осіб.
Динаміка чисельності населення поселення:

## Клімат
Середня річна температура становить 11,09 °C, середня максимальна – 25,40 °C, а середня мінімальна – -6,12 °C. Середня річна кількість опадів – 731 мм.
| Клімат поселення                              | Клімат поселення | Клімат поселення | Клімат поселення | Клімат поселення | Клімат поселення | Клімат поселення | Клімат поселення | Клімат поселення | Клімат поселення | Клімат поселення | Клімат поселення | Клімат поселення | Клімат поселення |
| Показник                                      | Січ.             | Лют.             | Бер.             | Квіт.            | Трав.            | Черв.            | Лип.             | Серп.            | Вер.             | Жовт.            | Лист.            | Груд.            |                  |
| Середній максимум, °C                         | 5,80             | 8,20             | 12,78            | 17,30            | 22,35            | 25,40            | 25,33            | 24,94            | 21,01            | 15,50            | 9,57             | 5,56             |                  |
| Середня температура, °C                       | −0,14            | 2,20             | 6,80             | 11,30            | 16,39            | 19,41            | 21,20            | 20,81            | 16,87            | 11,39            | 5,44             | 1,40             |                  |
| Середній мінімум, °C                          | −6,12            | −3,74            | 0,83             | 5,34             | 10,40            | 13,46            | 17,06            | 16,68            | 12,74            | 7,25             | 1,30             | −2,71            |                  |
| Норма опадів, мм                              | 47               | 45               | 44               | 56               | 67               | 93               | 68               | 62               | 53               | 65               | 72               | 59               |                  |
| Середньомісячна швидкість вітру, м/с          | 1.93             | 2.20             | 2.50             | 2.40             | 2.14             | 2.00             | 2.00             | 1.80             | 1.76             | 1.80             | 1.90             | 2.00             |                  |
| Середньомісячна сонячна радіація, кДж/м²·день | 4356             | 6990             | 10950            | 15345            | 19273            | 21293            | 22207            | 20486            | 15020            | 9349             | 4892             | 3608             |                  |
| --------------------------------------------- | ---------------- | ---------------- | ---------------- | ---------------- | ---------------- | ---------------- | ---------------- | ---------------- | ---------------- | ---------------- | ---------------- | ---------------- | ---------------- |
| Джерело:                                      |                  |                  |                  |                  |                  |                  |                  |                  |                  |                  |                  |                  |                  |